# Georg Hellmuth Winkler
Georg Hellmuth Winkler (* 27. März 1899 in Tittmoning; † 1983 in München) war ein deutscher Architekt.

## Werdegang
Georg Hellmuth Winkler studierte Architektur und leitete ab 1924 ein eigenes Architekturbüro in München. Von 1958 bis 1973 arbeitete er mit seinem Sohn Claus in einem gemeinsamen Büro, das später durch Edwin Effinger zum Büro Georg Hellmuth Winkler, Claus Winkler und Partner erweitert wurde. 1978 setzte Winkler sich zur Ruhe, und Claus Winkler und Edwin Effinger übernahmen die Leitung des Büros.

## Werk

### Bauten und Entwürfe
- 1927: Wohnhaus für Dr. Brinkmann an der Ismaninger Straße in München
- 1935: Bootshaus für Hans Albers in Garatshausen
- 1932: Café Saalfrank in München
- 1941–1953: Wiederaufbau des Palais Arco an der Brienner Straße in München
- 1949–1954: Wiederaufbau des Palais Moy an der Theatinerstraße in München
- 1954–1959: Studio- und Verwaltungsbau des Bayerischen Rundfunks am Rundfunkplatz in München
- 1954–1959: Neubau für das Bundespatentamt an der Zweibrückenstraße in München (mit Franz Hart)
- 1955: Bankhaus Neuvians - Reuschel & Co. am Maximiliansplatz in München
- 1960: Geschäftshaus für die Firma F. S. Kustermann am Viktualienmarkt in München
- 1963–1965: Bürogebäude der Münchener Rückversicherungs-AG in München (mit Hans Maurer und Claus Winkler; unter Denkmalschutz[1])

### Schriften
- G. Steinlein (Einleitung): Neuzeitliches Bauen. Zu den Arbeiten des Architekten G. H. Winkler, München. Maximilian Maul, München 1930.